# Quim
Joaquim Manuel Sampaio da Silva (Famalicão, Portugal, 13. studenog 1975.), poznatiji i kao Quim, bivši je portugalski nogometni vratar i nacionalni reprezentativac.
S Portugalom je nastupio na dva europska (2000. i 2004.) i jednom svjetskom (2006.) prvenstvu. Najznačajniji rezultat je ostvaren na EURU 2004. kada je Portugal kao domaćin stigao do finala gdje je neočekivano izgubio od Grčke.

## Karijera

### Klupska karijera
Vratar je nogometnu karijeru započeo u omladinskom pogonu Brage da bi u sezoni 1994./95. ušao i u seniorski sastav. Za klub je branio sljedećih deset godina te je s njime 1998. godine nastupio u finalu portugalskog kupa i liga kupa.
2004. godine kupuje ga lisabonska Benfica s kojom je iste sezone bio nacionalni prvak. U svojoj posljednjoj sezoni u klubu (2009./10.), Quim je branio u svim utakmicama, bio je najbolji vratar prvenstva (sa svega 20 primljenih pogodaka) i što je najvažnije, osvojio je Primeira Ligu.
Nakon toga, golman se vratio u svoju Bragu s kojom je potpisao trogodišnji ugovor. Ondje je propustio prvu sezonu zbog ozljede petne tetive. U svibnju 2013. klub mu nije odlučio produžiti ugovor. Iako se Quim isprva odlučio povući iz aktivnog igranja nogometa, nakon dva mjeseca je našao klupski angažman u drugoligašu Avesu.

### Reprezentativna karijera
Quim je najprije nastupao za portugalske mlade sastave dok je za seniore debitirao u kolovozu 1999. u susretu protiv Andore koju je Portugal dobio s 4:0. Nakon toga je uveden na popis reprezentativaca za EURO 2000. kao treći vratar. Tamo je ostvario tek jedan simboličan nastup u posljednjoj utakmici protiv Njemačke u skupini kada je ušao u igru u 90. minuti umjesto Pedra Espinhe.
Iako je bio standardni golman tijekom kvalifikacija za Svjetsko prvenstvo 2002., Quim je zbog dopinga bio suspendiran na šest mjeseci te mu je onemogućen sam nastup u samoj završnici turnira.
Golman je kasnije vraćen u reprezentaciju te je nastupio na EURU 2004. i Svjetskom prvenstvu 2006. kao zamjena Ricardu Pereiri. Trebao je nastupiti i na EURU 2008. ali je uoči prve utakmice ozlijedio ručni zglob zbog čega ga je zamijenio Portov golman Nuno.
Iako je s Benficom osvojio portugalsko prvenstvo u sezoni 2009./10., izbornik Carlos Queiroz ga nije uvrstio na popis reprezentativaca za Svjetsko prvenstvo 2010.

## Vanjske poveznice
- National Football Teams.com